# Eva Calvo Gómez
Eva Calvo Gómez (Leganés, 29 luglio 1991) è una taekwondoka spagnola.

## Palmarès
Olimpiadi
- 1 medaglia:
  - 1 argento (57 kg a Rio de Janeiro 2016).

Mondiali
- 2 medaglie:
  - 1 argento (57 kg a Čeljabinsk 2015)
  - 1 bronzo (57 kg a Puebla 2013).

Giochi europei
- 1 medaglia:
  - 1 bronzo (57 kg a Baku 2015).

Europei
- 1 medaglia:
  - 1 oro (57 kg a Baku 2014).